# 1664
Епоха великих географічних відкриттів •  Ганза •  Річ Посполита •  Запорозька Січ •  Руїна

## Геополітична ситуація
Османську імперію очолює Мехмед IV (до 1687). Під владою османського султана перебувають Близький Схід та Єгипет, Середземноморське узбережжя Північної Африки, частина Закавказзя, значні території в Європі: Греція, Болгарія і Сербія. Васалами османів є Волощина та Молдова.
Священна Римська імперія — наймогутніша держава Європи. Її територія охоплює, крім німецьких земель, Угорщину з Хорватією, Богемію, Північну Італію. Її імператор — Леопольд I Габсбург (до 1705).
Габсбург Філіп IV Великий є королем Іспанії (до 1665). Йому належать Іспанські Нідерланди, південь Італії, Нова Іспанія, Нова Гранада та Нова Кастилія в Америці, Філіппіни. Королем Португалії проголошено Альфонса VI, хоча Іспанія це проголошення не визнає. Португалія має володіння в Бразилії, Африці, Індії, в Індійському океані та Індонезії.
Північ Нідерландів займає Республіка Об'єднаних провінцій. Вона має колонії в Північній Америці, Індонезії, на Формозі та на Цейлоні. Король Франції — Людовик XIV (до 1715). Король Англії — Карл II Стюарт (до 1685). Королівство Англія має колонії в Північній Америці та на Карибах. Король Данії та Норвегії — Фредерік III (до 1670), король Швеції — Карл XI (до 1697). На Апеннінському півострові незалежні Венеціанська республіка та Папська область. Королем Речі Посполитої є Ян II Казимир (до 1668).
Царем Московії є Олексій Михайлович (до 1676). Козацьку державу на Правобережжі очолює Павло Тетеря, на Лівобережжі — Іван Брюховецький. На півдні України існує Запорозька Січ. Існують Кримське ханство, Ногайська орда.
В Ірані правлять Сефевіди.
Значними державами Індостану є Імперія Великих Моголів, в якій править Аурангзеб, Біджапурський султанат, султанат Голконда, Віджаянагара. В Китаї править Династія Цін. У Японії триває період Едо.

## Події

### В Україні
- Розпочалося Правобережне повстання, однією з подій якого була 13-тижнева Облога Ставищ військами воєводи київського Стефана Чарнецького.
- Кошовим отаманом запорозького війська обрано Сашка Туровця. Він повів запорожців на Правобережну Україну проти Павла Тетері.
- Після загибелі Туровця під Уманню кошовим отаманом став Іван Сірко.
- Поляки стратили Івана Богуна (після битви біля Пирогівки) та Івана Виговського.

### У світі
- У Московщині ідеолога старообрядців Аввакума Петровича заслано в Мезень.
- Сейм Речі Посполитої засудив до страти Єжи-Себастьяна Любомирського, очільника опозиції до короля. Любомирський утік до Бреслау під опіку Габсбургів.
- Австро-турецька війна (1663—1664):
  - У червні османські війська захопили й зруйнували фортецю Новий Зрін у Хорватії.
  - 1 серпня війська Габсбургів на чолі з Раймундо Монтекукколі перемогли османів у битві під Сентготтхардом.
  - Війна завершилася підписаням Вашварського миру. Габсбурги, попри перемогу на полі битви пішли на значні поступки османам через побоювання посилення французів.
- Засновано Французьку Ост-Індську компанію.
- У Лондоні почалася епідемія чуми, що отримала назву Великої.
- 27 серпня англійський загін із 300 вояків захопив голландське поселення Нью-Амстердам, згодом перейменоване у Нью-Йорк
- 8 вересня Пітер Стуйвезант, останній губернатор Нової Голландії, території, заснованої 1624 року голландською Вест-Індською компанією, капітулював перед англійськими військами полковника Річарда Ніколлса. Англійці завоювали колонії Новий Амстердам, Нью-Джерсі і Делавер.
- Правитель маратхів Шиваджі захопив та зруйнував Сурат. Падишах Аурангзеб послав проти нього каральну експедицію, яка захопила 4/5 земель маратхів. Самого Шиваджі заарештували, але він зумів утекти.

## Наука і культура
- Роберт Гук уперше описав кілець Ньютона.
- Роберт Гук відкрив Велику червону пляму на Юпітері.
- Актор бродячої трупи Жан Батист Поклен вперше вийшов на сцену під псевдонімом Мольєр. Відбулася постановка п'єси «Тартюф», що викликала суперечки аж до вимоги заборони й загрози відлучення від церкви будь-кого, хто її дивитиметься.
- У Стразбурзі відкрито броварню Kronenbourg.
- У Бове королівським указом організовано мануфактуру, відому своїми гобеленами.
- Англійський садівник Джон Івлін опублікував класичну працю з лісознавства.

## Народились
див. також Категорія:Народились 1664
- 24 лютого — Амалія Генрієтте фон Сайн-Вітгенштейн-Берлебург (пом. 1733), графиня лінії Сайн-Вітгенштейн-Берлебург[ru] і через одруження графиня Ізенбург-Бюдінген у Меерхолц, засновник лінії Ізенбург-Бюдінген-Меерхолц.

## Померли
див. також Категорія:Померли 1664